# Hochsauerlandkreis
Hochsauerlandkreis este un Kreis în regiunea Sauerland, landul Renania de Nord-Westfalia, Germania.